# Paranurogryllus boraceia
Paranurogryllus boraceia är en insektsart som beskrevs av Mesa, A. och García-novo 1999. Paranurogryllus boraceia ingår i släktet Paranurogryllus och familjen syrsor. Inga underarter finns listade i Catalogue of Life.